# Król Bólu i pasikonik
Król Bólu i pasikonik – krótka powieść (niekiedy nazywana opowiadaniem albo nowelą) autorstwa Jacka Dukaja wydana w antologii Król Bólu nakładem Wydawnictwa Literackiego w 2010 roku. Powieści przyznano Nagrodę im. Janusza A. Zajdla w 2010 roku w kategorii najlepsza powieść.
Powieść była pisana w okresie grudzień 2004–luty 2005.
Jednym z głównych tematów powieści jest bioterroryzm.
Powieść była analizowana w literaturze naukowej pod kątem opisów medycznych.